# 39686 Takeshihara
39686 Takeshihara è un asteroide della fascia principale. Scoperto nel 1996, presenta un'orbita caratterizzata da un semiasse maggiore pari a 2,7939508 UA e da un'eccentricità di 0,0868968, inclinata di 3,91915° rispetto all'eclittica.